# Mazerolles (Vienne)
Mazerolles ist ein westfranzösischer Ort und eine Gemeinde (commune) mit 853 Einwohnern (Stand 1. Januar 2022) im Département Vienne in der Region Nouvelle-Aquitaine.

## Lage
Mazerolles liegt auf dem Westufer der Vienne etwa 38 Kilometer (Fahrtstrecke) südöstlich der Départementshauptstadt Poitiers auf einer Höhe von etwa 90 m ü. d. M.

## Bevölkerungsentwicklung
| Jahr      | 1968 | 1975 | 1982 | 1990 | 1999 | 2007 | 2012 | 2018 |
| Einwohner | 618  | 650  | 704  | 697  | 763  | 779  | 829  | 856  |

Im 19. Jahrhundert stieg die Einwohnerzahl von etwa 300 auf annähernd 800 an; die Mechanisierung der Landwirtschaft führte in der ersten Hälfte des 20. Jahrhunderts zu einem Verlust an Arbeitsplätzen und zu einem deutlichen Rückgang der Bevölkerungszahlen bis auf die Tiefststände in den 1950er und 1960er Jahren.

## Wirtschaft
Seit Jahrhunderten spielt die ehemals hauptsächlich zur Selbstversorgung betriebene Landwirtschaft die größte Rolle im Wirtschaftsleben der Gemeinde. Angebaut werden Weizen, Gerste und Mais aber auch Raps und Sonnenblumen zur Ölgewinnung. Ein Teil der Anbaufläche von insgesamt etwa 2000 Hektar sind dem Anbau von Futtermitteln vorbehalten, die von den Viehzüchtern in der Umgebung benötigt werden. Einige leerstehende Häuser wurden als Ferienwohnungen (gîtes) hergerichtet.

## Geschichte
Die Existenz einer romanischen, in Teilen auch spätgotischen Kirche lässt auf eine mittelalterliche Besiedlung des Ortes schließen. Am 31. Dezember 1369 wurde der englische Heerführer John Chandos bei einem Scharmützel bzw. Attentat auf der Brücke nach Lussac-les-Châteaux tödlich verwundet; ein steinernes Kenotaphdenkmal erinnert daran.

## Sehenswürdigkeiten

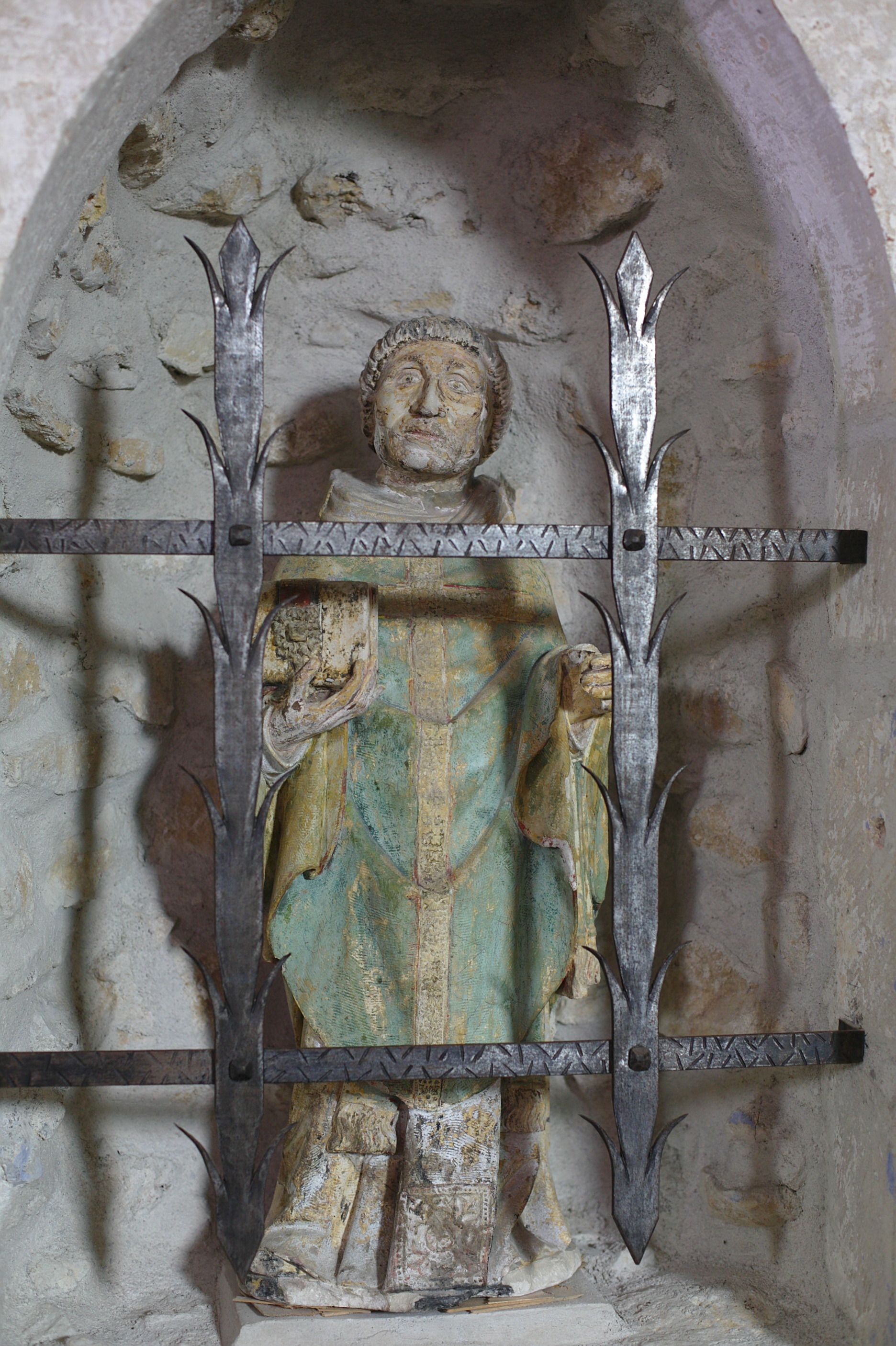
Statue des heiligen Silvanus (Saint-Sylvain)

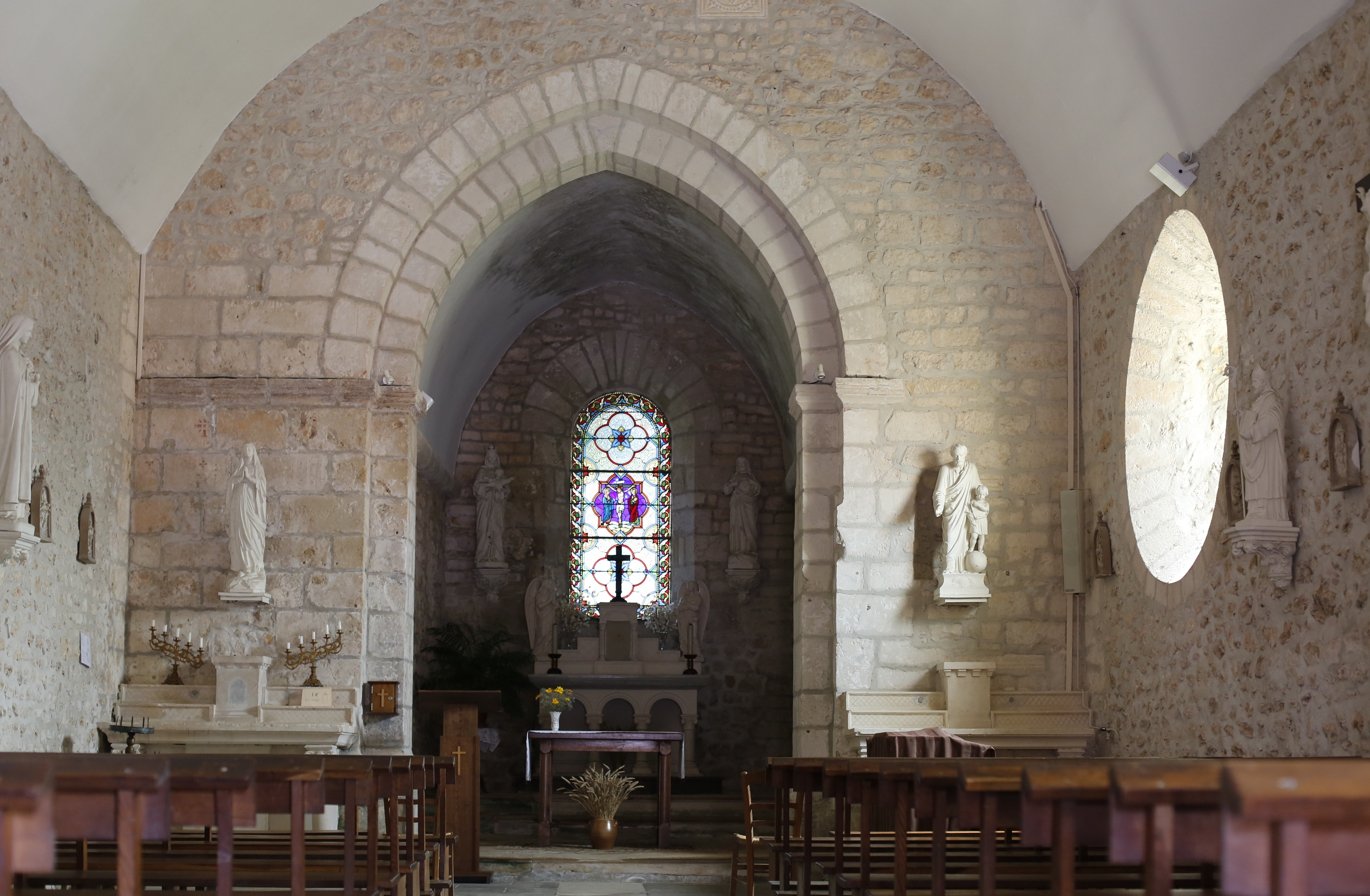
Kirche Saint-Romain

- Die Pfarrkirche Saint-Romain ist ein ländlicher Bruchsteinbau aus dem 12. Jahrhundert mit einem in der Renaissance aufgesetzten vierteiligen Glockengiebel oberhalb der ansonsten schmucklosen Westfassade. Die Portaleinfassung ragt leicht aus der Mauerflucht hervor. Das einschiffige Langhaus ist tonnengewölbt; den Übergang zur flachschließenden Apsis bildet ein gotischer Chorbogen aus exakt behauenen Steinen. Eine in einer Wandnische aufbewahrte polychromierte Statue des hl. Silvin von Toulouse gilt als kleines Meisterwerk ländlicher Bildhauerkunst des 16. Jahrhunderts. Die Kirche wurde bereits im Jahr 1919 in die Liste der Monuments historiques[1] aufgenommen.
- Eine restaurierte eiserne Schwengelpumpe erinnert an die umständliche Wasserversorgung der Dorfbevölkerung im 19. und frühen 20. Jahrhundert.
- Außerhalb des Ortes (46° 25′ 15,2″ N, 0° 40′ 48,4″ O) steht der imposante, aber teilweise eingestürzte Dolmen von Loubressac Pierre-Levée de Loubressac. Bei Ausgrabungen wurden kleinere Grabbeigaben entdeckt, die aber auch aus späterer Zeit stammen können. Das in Ost-West-Richtung orientierte megalithische Großsteingrab mit seinem etwa vier Meter langen Deckstein wurde im Jahr 1974 als Monument historique anerkannt.[2]